# Oil of Every Pearl's Un-Insides
Oil of Every Pearl's Un-Insides (estilizado como OIL OF EVERY PEARL'S UN-INSIDES) es el primer álbum de estudio de la cantante y productora escocesa Sophie y el único publicado durante su vida. Fue publicado el 15 de junio de 2018 a través de Transgressive, Future Classic y su propio por su propio sello discográfico, MSMSMSM. El álbum de remezclas Oil of Every Pearl's Un-Insides Non-Stop Remix Album se publicó en julio de 2019.

## Sencillos
Antes de la publicación del álbum se publicaron tres sencillos: «It's Okay to Cry», «Ponyboy» y «Faceshopping». El primer sencillo, «It's Okay to Cry», es una balada en la que Sophie incluye su propia voz e imagen por primera vez.
El segundo sencillo, «Ponyboy», se publicó en diciembre de 2017. Para el vídeo musical, Sophie trabajó con el colectivo FlucT para coreografiar «un dramático ménage à trois». El tercer y último sencillo, «Faceshopping», trata el género, la belleza, y el cuerpo. El vídeo está acompañado de archivos 3D de la cara de Sophie, interconectados con secuencias e imágenes estrambóticas.

## Lista de canciones
| N.º   | Título                          | Escritor(es)            | Duración |  |
| 1.    | «It's Okay to Cry»              | Sophie                  | 3:51     |  |
| 2.    | «Ponyboy»                       | Sophie                  | 3:15     |  |
| 3.    | «Faceshopping»                  | Sophie y Cecile Believe | 3:57     |  |
| 4.    | «Is It Cold in the Water?»      | Sophie y Believe        | 3:32     |  |
| 5.    | «Infatuation»                   | Sophie y Believe        | 4:40     |  |
| 6.    | «Not Okay»                      | Sophie                  | 1:49     |  |
| 7.    | «Pretending»                    | Sophie                  | 5:53     |  |
| 8.    | «Immaterial»                    | Sophie y Believe        | 3:53     |  |
| 9.    | «Whole New World/Pretend World» | Sophie y Believe        | 9:08     |  |
| 39:55 |                                 |                         |          |  |

## Posicionamiento
| Listas (2018)                                           | Posición |
| ------------------------------------------------------- | -------- |
| Estados Unidos (Billboard Dance/Electronic Albums)      | 20       |
| Estados Unidos (Billboard Dance/Electronic Album Sales) | 3        |
| Estados Unidos (Billboard Heatseekers Albums)           | 21       |
| Nueva Zelanda (Recorded Music NZ Heatseeker Albums)     | 6        |
| Reino Unido (UK Album Downloads)                        | 87       |
| Reino Unido (UK Dance Albums)                           | 7        |
| Reino Unido (UK Independent Album Breakers)             | 20       |